# Historia de la hipertensión

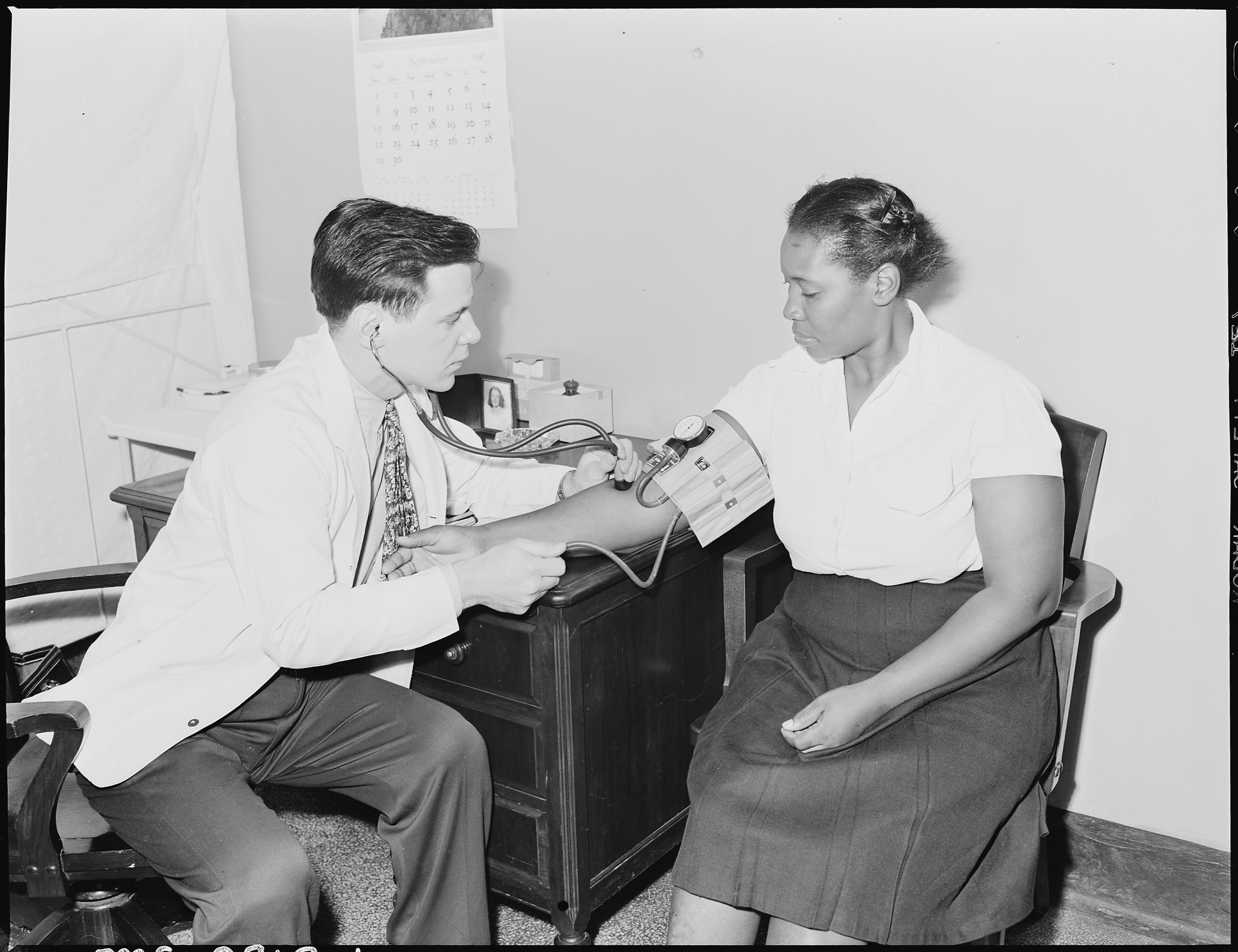
La vigilancia de la tensión mediante esfigmomanómetros se remonta a comienzos del siglo XX.

La historia de la hipertensión es parte de la historia de la medicina en su intento científico de comprender los mecanismos del sistema cardiovascular, la medida de sus valores (presión arterial) y los efectos que produce en la salud. Las evidencias documentales realizadas sobre la hipertensión se remontan al 2600 a. C. e indican que el tratamiento de la denominada «enfermedad del pulso duro» se realizaba mediante técnicas como la acupuntura, la reducción de sangre corporal mediante una flebotomía controlada o el sangrado provocado mediante sanguijuelas. Las bases para la medida objetiva de la tensión arterial se establecieron en los trabajos pioneros de Hales en 1733.
La medida de la tensión arterial con carácter clínico no se pudo realizar hasta comienzos del siglo XX, con la invención del esfigmomanómetro y la simple medida indirecta de la tensión arterial a través de la detección de los sonidos de Korotkov mediante un estetoscopio. En las primeras décadas de este siglo fue cuando la hipertensión fue considerada como una enfermedad. Anteriormente era interpretada como una consecuencia del envejecimiento debido en parte a su carácter asintomático en la mayoría de los casos. Llegando a creer la comunidad científica que la hipertensión era un fenómeno favorable ya que mejoraba la circulación. Pronto se pudo comprobar que sus efectos eran nocivos en la población.
Fueron investigadores como Edward David Freis los que mostraron la gravedad de la enfermedad. La industria farmacéutica, en los años cuarenta, comienza a investigar medicamentos con los que tratar la hipertensión, ya considerada una enfermedad grave.
Ya a mediados del siglo XX se sabía que la restricción dietaria con el objeto de disminuir el peso corporal (si es el caso), junto con la disminución en la ingesta de alcohol y café eran causas de disminución en los niveles diastólicos y sistólicos de la presión arterial.[cita requerida]
A pesar de las muchas investigaciones realizadas sobre los mecanismos fisiológicos que provocan la hipertensión, a comienzos del siglo XXI sólo en unos pocos casos se conocen las causas. Se puede controlar los efectos mediante combinaciones de medicamentos, sin embargo las causas de la enfermedad en cada caso clínico, permanece como un misterio.[cita requerida]

## Los inicios precientíficos

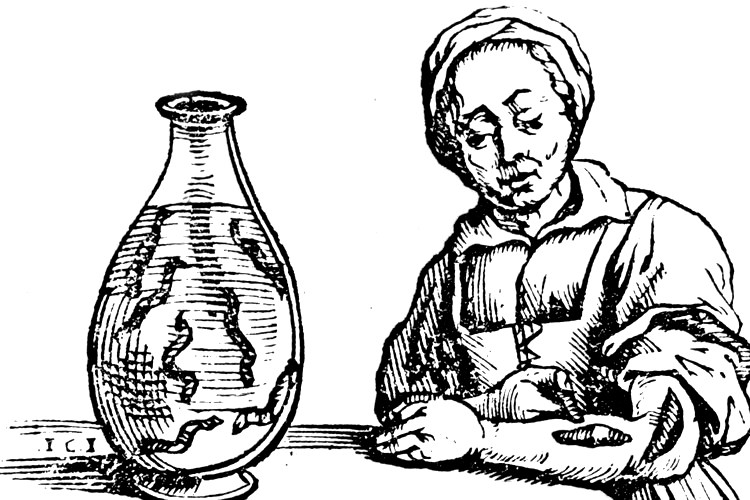
Mujer aplicándose unas sanguijuelas para reducir el exceso de sangre. Las sanguijuelas se almacenan en botellas diseñadas para tal fin.

Las evidencias documentales disponibles sobre la hipertensión arterial se remontan al año 2600 a. C. e indican que el tratamiento de la denominada «enfermedad del pulso duro» se realizaba mediante técnicas como la acupuntura, la reducción de sangre corporal mediante una flebotomía controlada (sangría) o el sangrado provocado mediante sanguijuelas.
El documento histórico más antiguo que trata acerca de la hipertensión arterial es el Clásico de medicina interna del Emperador Amarillo de China, que data del 2600 a. C., donde se hace la relación entre el pulso fuerte y la disfunción cardíaca. Wang, en el Pulso clásico (280 a. C.) también establece los peligros del pulso fuerte en pacientes que sufren un accidente vascular.
La biblioteca de Asurbanipal (669-626 a. C.) ubicada en la ciudad de Nínive contiene un texto médico que detalla el empleo de la sangría y el tratamiento con sanguijuelas, para el tratamiento de ataques cerebrales, procedimientos que serían habituales posteriormente.
En el siglo III  a. C., el médico indio Súsruta menciona por primera vez en sus textos los síntomas que podrían ser coherentes con la hipertensión.
En el imperio romano el patricio Cornelius Celsus relaciona la alteración del pulso con el ejercicio, las pasiones e incluso, la visita del médico (en la denominada hipertensión de bata blanca).
El griego Sorovas de Éfeso en el año 120 recomienda la excavación de la columna vertebral para extraer los espíritus animales.
Galeno (131-201), Erisistrates, e incluso Hipócrates todos ellos recomendaban la reducción de sangre mediante la venesección controlada.
En esa época se trataba la «enfermedad del pulso duro» mediante la reducción de la cantidad de sangre por el corte de las venas o la aplicación de sanguijuelas.
Personalidades reconocidas como el Emperador Amarillo (en China), Cornelio Celso, Galeno e Hipócrates abogaron por tales tratamientos.
La enfermedad del pulso duro como era conocida, ya en la Edad Media era conocida por ser causante del apoplejías. En el siglo VI el médico bizantino Aecio de Amida describe la esclerosis de los riñones por diversas causas, entre ellas el denominado pulso duro.
La comprensión moderna de la hipertensión se inició con el trabajo del médico William Harvey (1578-1657), quien en su libro de texto De motu cordis fue el primero en describir correctamente la circulación sanguínea sistémica bombeada alrededor del cuerpo por el corazón.
En 1733, Stephen Hales realizó la primera medición de la presión arterial registrada en la historia.
Hales también describió la importancia del volumen sanguíneo en la regulación de la presión arterial. La contribución de las arteriolas periféricas en el mantenimiento de la presión arterial, definida como «tono», fue hecha por primera vez por Lower en 1669 y posteriormente por Sénac en 1783. El papel de los nervios vasomotores en la regulación de la presión arterial fue observada por investigadores como Claude Bernard (1813-1878), Charles-Édouard Brown-Séquard (1817-1894) y Augustus Waller (1856-1922). El fisiólogo británico William Bayliss (1860-1924) profundizó este concepto en una monografía publicada en 1923.
En 1808, Thomas Young realizó una descripción inicial de la hipertensión como enfermedad.
En 1836, el médico Richard Bright observó cambios producidos por la hipertensión sobre el sistema cardiovascular en pacientes con enfermedad renal crónica.
La presión arterial elevada por primera vez en un paciente sin enfermedad renal fue reportada por Frederick Mahomed (1849-1884).
No fue hasta 1904 que la restricción de sodio fue defendida mientras que una dieta de arroz se popularizó alrededor de 1940.
Cannon y Rosenblueth desarrollaron el concepto de control humoral de la presión arterial e investigaron los efectos farmacológicos de la adrenalina. Tres colaboradores que permitieron avanar el conocimiento de los mecanismos humorales de control de presión arterial son T. R. Elliott, Sir Henry Dale y Otto Loewi.
En 1868, George Johnson postuló que la causa de la hipertrofia ventricular izquierda (HVI) en la enfermedad descrita por Bright fue la presencia de hipertrofia muscular en las arterias más pequeñas por todo el cuerpo. Nuevos estudios patológicos clínicos por sir William Gull y HG Sutton (1872) dieron lugar a una descripción más detallada de los cambios cardiovasculares producidos en la hipertensión. Frederick Mahomed fue uno de los primeros médicos en incorporar sistemáticamente la medición de la presión arterial como parte de una evaluación clínica.
El psicólogo Otto Frank fue el primero que acuñó el término hipertonía esencial (hypertonie essential) en 1911. Frank llevó a cabo una importante labor en la base fisiológica de la forma de onda del pulso arterial; la denominación «enfermedad hipertensiva vascular», introducida anteriormente por Janeway en 1913 se describe con una mayor amplitud posteriormente al ser estudiada la enfermedad con mayor detenimiento.[cita requerida]
El reconocimiento de la hipertensión primaria o esencial se le atribuye a la obra de Huchard, Vonbasch y Albutt. Observaciones por Janeway y Walhard llevaron a demostrar el daño de un órgano blanco, el cual calificó a la hipertensión como el «asesino silencioso». Los conceptos de la renina, la angiotensina y aldosterona fueron demostrados por varios investigadores a finales del siglo XIX y principios del siglo XX. Nikolái Korotkov inventó la técnica de la auscultación para la medición de la presión arterial. Los nombres Irvine H. Page, Donald D. Van Slyke, Harry Goldblatt, John Laragh y Jeremy B. Tuttle son prominentes en la literatura sobre la hipertensión, y su trabajo mejora la actual comprensión de las bases bioquímicas de la hipertensión esencial. Cushman y Ondetti desarrollaron una forma oral de un inhibidor de una enzima convertidora a partir de péptidos de veneno de serpiente y se les acredita con la síntesis exitosa del antihipertensivo captopril.

## Investigaciones sobre el sistema cardiovascular

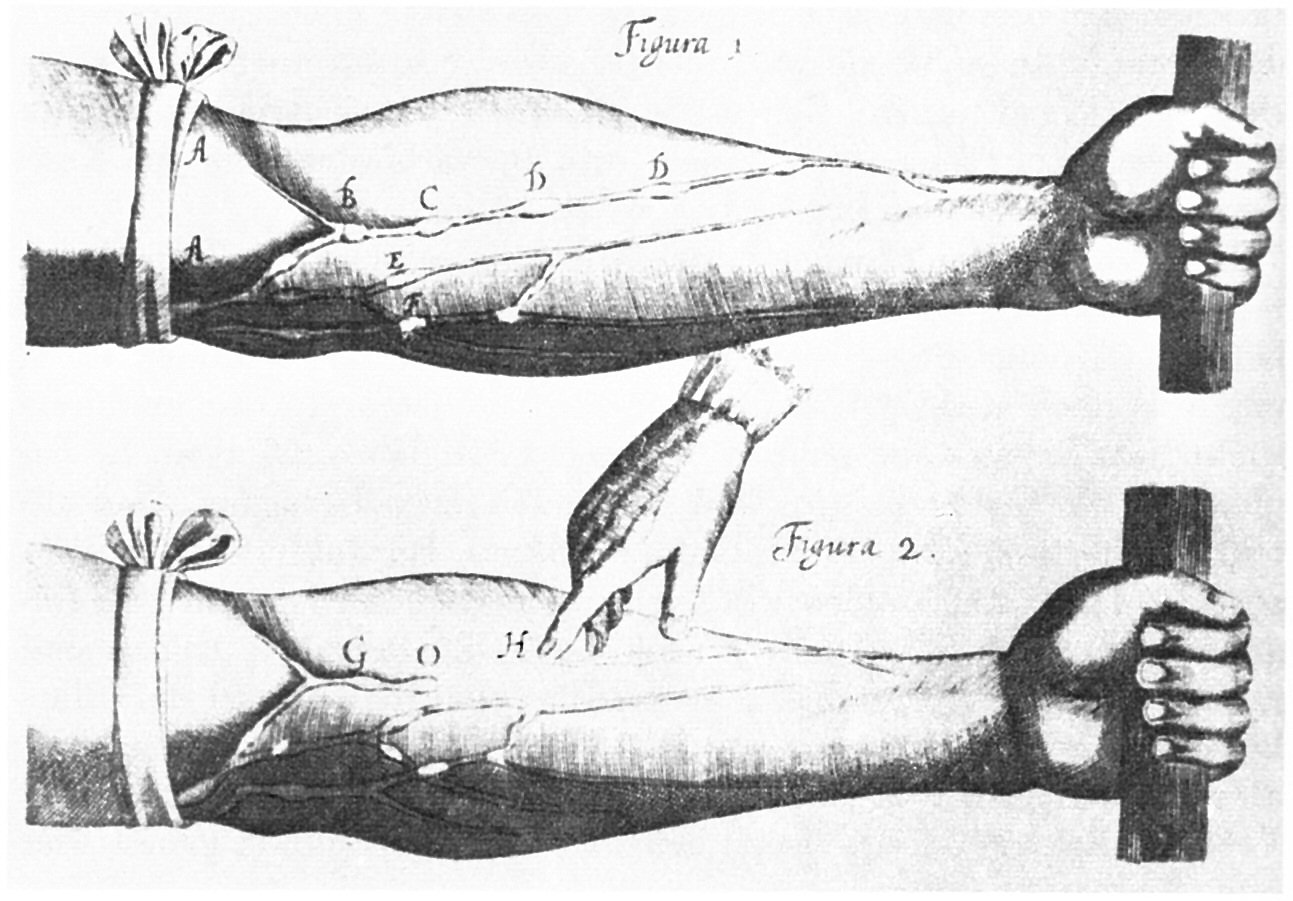
Ilustración por William Harvey (1578-1657) de la circulación venosa del antebrazo.

A comienzos del siglo XVI, el teólogo y científico español Miguel Servet en su «Libro V» de Christianismi restitutio (‘restitución del cristianismo’), pasará a la posteridad por contener en su «Libro V» la primera exposición en el Occidente cristiano de la función de la circulación pulmonar o menor: según Servet, la sangre es transmitida por la arteria pulmonar a la vena pulmonar por un paso prolongado a través de los pulmones, en cuyo curso se torna de color rojo y se libera de los vapores fuliginosos por el acto de la espiración. Las investigaciones más profundas en medicina realizadas por William Harvey (1578-1657) sobre el sistema circulatorio se publican en su obra denominada De motu cordis (Acerca del movimiento del corazón). En 1603 el físico italiano Evangelista Torricelli describe en un experimento la forma de medir la presión atmosférica mediante milímetros de mercurio en una columna de vidrio. Este método se generaliza hasta el punto de convertirse en una unidad de media de la presión, unidad que se aplicará posteriormente a la medida de la presión sanguínea (mm de Hg o mm de mercurio). Los estudios de Torricelli sobre hidroestática e hidrodinámica se amplían posteriormente por el físico francés Blaise Pascal. El médico Jean-Baptiste de Sénac (1693–1770) comenzó a descubrir la relación entre tamaño del corazón en las autopsias y "fuerza" atribuida a la enfermedad de hipertrofia en las válvulas cardíacas.
El primer autor que realizó un exhaustivo estudio sobre la presión arterial fue el clérigo inglés Stephen Hales quién publicó un estudio sobre el tema en 1733 a partir de mediciones de presión intraarterial realizadas en caballos.
Hales es un estudioso de la química neumática, y está inspirado por los estudios realizados por el físico belga Jan Baptista van Helmont. Hales es conocido por sus Statical Essays (Ensayos Estáticos). El primer volumen, Vegetable Staticks (1727), contiene una descripción de experimentos en fisiología vegetal y química. El segundo volumen, Haemastaticks (1733), describe experimentos sobre fisiología animal incluyendo la medida de la "fuerza de la sangre", por ejemplo la presión sanguínea.

## Definición de hipertensión esencial

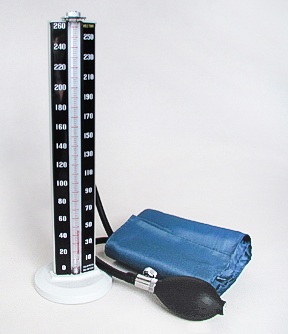
Esfigmomanómetro de mercurio, retirado a finales del siglo XX.

La descripción de la patología de la hipertensión fue descrita por primera vez por el científico inglés Thomas Young en 1808. En su lectura realizada en el Croonian Lecture el 10 de noviembre de 1808 realiza cálculos e hipótesis de presión arterial inspirado en los trabajos previos de Stephen Hales.
Uno de los médicos mejor conocidos por su contribución al entendimiento de la hipertensión arterial fue Richard Bright, médico inglés, quién en 1836 publica un texto donde enlaza evidencias dispares: se refiere a los accidentes vasculares, el pulso duro, la hipertrofia ventricular izquierda y las enfermedades renales acompañadas de albuminuria (descrita por el médico italiano Domenico Cotugno en 1770), y a la disminución de la densidad de la orina y de la excreción de urea como parte de una misma entidad nosológica. Dentro de las posibles causas menciona la escarlatina. Además describe la enfermedad de Bright y da detalles de las alteraciones en el riñón.
El concepto de hipertensión esencial ('hipertonía esencial') fue introducida en 1925 por el psicólogo Otto Frank para describr la presión arterial que no posee una causa específica. En el año 1928, el término hipertensión maligna que fue acuñada por diversos doctores pertenecientes a la Mayo Clinic para describir una aparición de manera súbita y rápida de aumento de presión arterial, con una retinopatía severa y una función correcta del riñón que resulta tras un año en la muerte por causa de un infarto, fallo cardiaco o fallo renal.
En la segunda mitad del siglo XIX se comenzaron a descubrir los fenómenos de la hipertensión. El primer médico en diagnosticar hipertensión sin evidencias de enfermedad renal fue Frederick Akbar Mahomed. Tras la Segunda Guerra Mundial la investigación en soluciones farmacológicas se disparó. Las investigaciones del doctor Edward David Freis en los años setenta dieron con fruto el empleo de diuréticos capaces de ofrecer prestaciones hipotensas.

## Evolución en la medida de la presión arterial

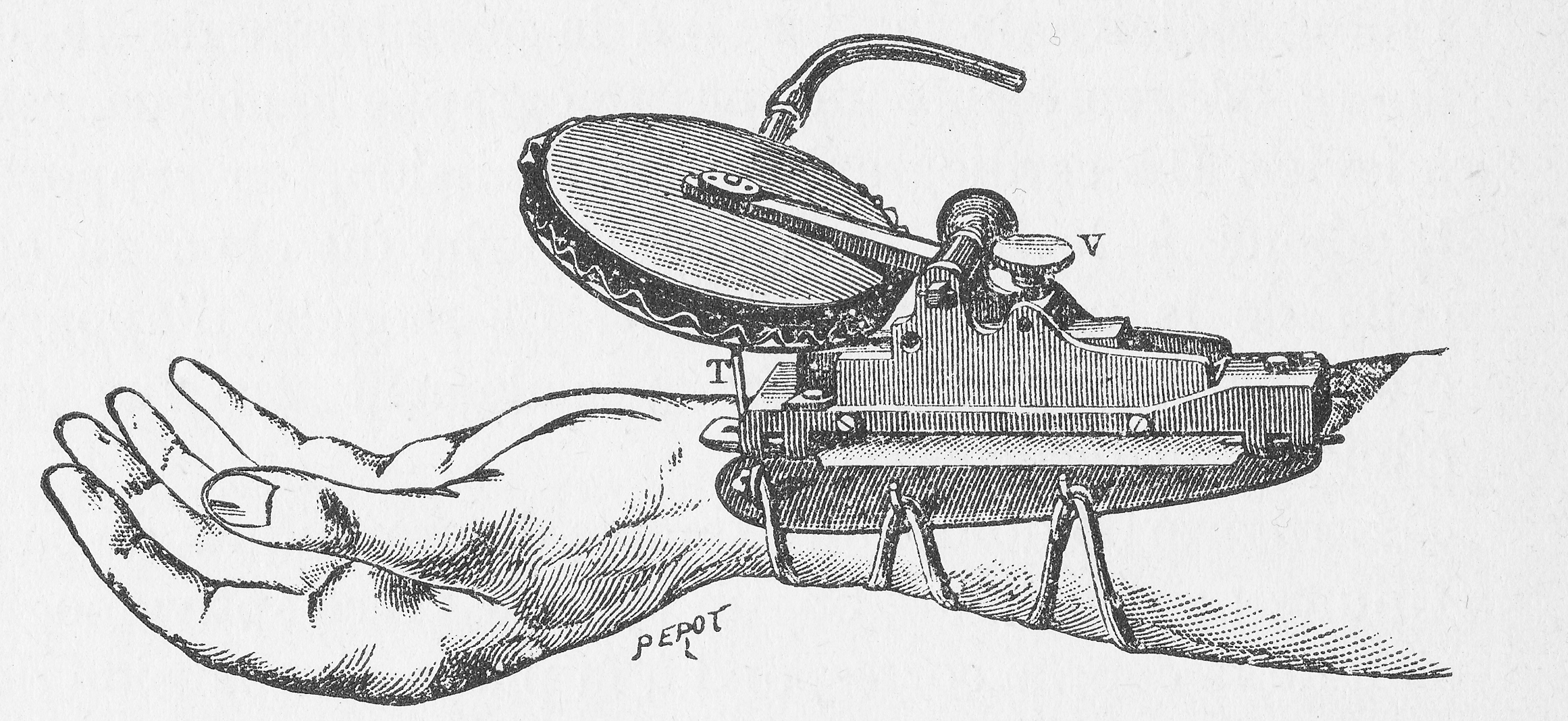
Un esfigmomanómetro de Marey inventado en 1881

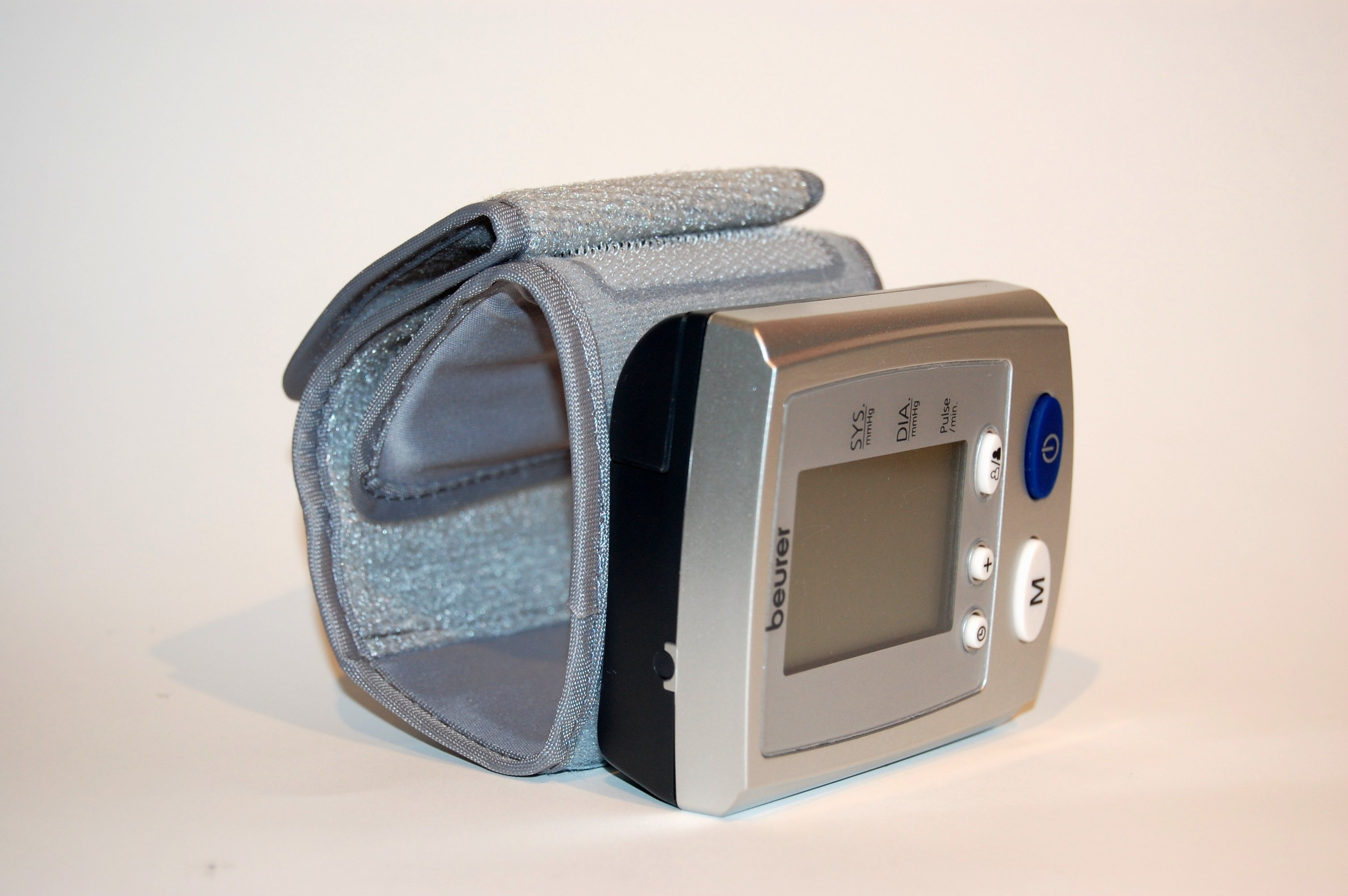
Un moderno esfigmomanómetro electrónico de muñeca.

La evolución del esfigmomanómetro va ligada a la historia de la medida de la presión arterial. Los médicos egipcios ya tomaban el pulso mediante palpación de las venas. No obstante la medición de la presión arterial se comenzó a realizar a mediados del siglo XIX, siendo el primero el doctor Stephen Hales que realizó los primeros experimentos para medir la presión sangínea. Para realizar esta operación canalizó por primera vez la arteria de una yegua con un tubo de vidrio y observó cómo la columna de sangre ascendía con cada latido del corazón. El fisiólogo francés Poiseuille fue el primero en emplear una columna de mercurio como primera idea de instrumento de medición de la presión arterial, en 1828 gana una medalla en la Academia de Medicina de París por dichas investigaciones. Un año antes Samuel Siegfried Karl Ritter von Basch inventó el esfigmomanómetro de columna de agua. Las ideas de Poiseniulle permiten al doctor/ingeniero Carl Ludwig desarrollar el kimografo en 1847. Los métodos desarrollados por estos investigadores eran invasivos y consistían en la introducción de una cánula directamente en el sistema circulatorio.

### Aparición del esfigmomanómetro portátil
Hasta 1855 no se comenzaron a vislumbrar formas de medición "no invasiva", y uno de sus precursores fue el fisiólogo alemán Vierordt (con su precursor denominado esfigmógrafo). Sus ideas eran buenas pero no obtuvo el éxito esperado hasta que Etienne Jules Marey en 1860 mejora el instrumental y diseña un esfigmomanómetro portátil y no intrusivo. Su instrumento gana adeptos poco a poco en el mundo médico de finales del siglo XIX. El avance de las técnicas no invasivas fue determinante con las mejoras realizadas a los esfigmomanómetros y una de las más relevantes fue la que en 1896 realiza Scipione Riva-Rocci inventando el esfigmomanómetro de columna de mercurio. En 1905 el médico ruso Nikolái Korotkov descubre un método "no invasivo" capaz de medir fácilmente la presión arterial mediante auscultación. Comunica su descubrimiento en una simple nota de 207 palabras a la Academia de Ciencias Médicas de San Petersburgo. Y en 1915 William A. Baum inventa el baumanómetro esfigmomanómetro tal y como se conoce a comienzos del siglo XXI, su avance permite medir la tensión con un instrumento portable.

### Los esfigmomanómetros digitales
En la década de los setenta se comenzó a introducir en los ambientes hospitalarios los esfigmomanómetros digitales capaces de realizar medidas automáticas. Los avances en la miniaturización de los componentes electrónicos, y su continuo abaratamiento, logró que a finales del siglo XX fuese posible adquirir un instrumento de medida y realizar las medidas sin la asistencia de personal cualificado. A comienzos del siglo XX es un electrodoméstico que se puede adquirir en farmacias. Los esfigmomanómetros de mercurio se han ido retirando paulatinamente debido a que no parece ser biodegradables y por motivos medioambientales no son adecuados. El mercurio contenido en las ampollas es un contaminante no degradable, bioacumulable, que pasa al medio ambiente por evaporación o a través de las aguas residuales, y se deposita en el fondo marino, en el suelo y en sedimentos que pueden entrar posteriormente en la cadena alimentaria.

## Tratamientos históricos
Los primeros tratamientos documentados son la acupuntura, la reducción de sangre corporal mediante una flebotomía controlada o el sangrado provocado mediante sanguijuelas. La sanguijuela más común es la hirudo medicinalis (un hematófago) que provoca sangrías controladas. El tratamiento mediante hirudoterapia es común a comienzos del siglo XXI en algunos países. Los tratamientos mediante sangrías fueron muy populares en diversas culturas de la antigüedad y continuaron siendo aplicados hasta el siglo XIX.

### Medicinas para el tratamiento
Los medicamentos para el tratamiento de la hipertensión, con efectos hipotensores aparecen en la década de los cuarenta. Justo cuando la investigación clínica comenzaba a ver que se trataba de una enfermedad causante de muertes. La denominación de 'hipertensión benigna' o 'hipertensión esencial benigna' se considera ya en la primera década del siglo XXI como un término histórico ya en desuso. No obstante la terminología persiste en el International Classification of Disease (ICD9) que data de los años 1970s, pero todavía se emplea en Estados Unidos. El ICD9 se reemplazará por el ICD10 en octubre de 2013.

#### Primeros medicamentos
El tiocianato de sodio fue la primera substancia química empleada en el tratamiento de general de la hipertensión. Fue desarrollado por Treupel y Edinger en 1900. Sus efectos secundarios, potencialmente tóxicos hicieron que en las primeras décadas del siglo XX fuera abandonado.
En esta época Smithwick (1948) publica sus resultados acerca de la simpatectomía dorso-lumbar como tratamiento para la hipertensión. Esta vía operatoria redujo la incidencia de la hipertensión en los pacientes. No obstante, en paralelo, se investigaban métodos para reducir la tensión arterial mediante sistemas de medicamentos hipotensores.
Un primer intento fue el uso de sedantes. Tras el uso de medicamentos de simpatectomía química: como el cloruro de tetrametilamonio (TMAC) que bloquea la transmisión de los impulsos nerviosos a lo largo de los ganglios del sistema nervioso autónomo. Este compuesto fue probado inicialmente en perros y gatos demostrando su efecto en los ganglios, así como la disminución de la tensión arterial de los mismos tras inyectar el compuesto en el torrente sangíneo. Otro medicamento empleado fue el bromuro de hexametonio (así como el decametonio) Otros fármacos como la hidralazina se empezaron a utilizar en 1949.
La pentaquina que es un agente contra la malaria se mostró efectivo como medicamento para disminuir los niveles de presión arterial. Se realizaron experimentos con el objeto de averiguar si era, o no, un medicamento para la hipertensión. A pesar de ser efectivo en grandes dosis, tras diez años de investigación se detectó que los efectos secundarios de este medicamento lo desaconsejaban. Otros medicamentos como la hidralazina, la planta veratrum viride en pequeñas dosis (es extremadamente tóxica), Todos ellos, aunque capaces de mostrar efectos anti-hipertensivos, tenían abundantes efectos secundarios. En la década de los años cincuenta sólo el bromuro de hexametonio se mostraba como una variante eficaz.

#### Diuréticos natriuréticos
Es precisamente en 1957 cuando se anuncia en una conferencia anual de la American Heart Association un tratamiento de la tensión arterial con un diurético en bajas dosis denominado clorotiazida (en general las tiazidas: la clortalidona e indapamida son las más usadas). Donde se anuncia que este nuevo compuesto mejora las prestaciones anti-hipertensivas de cualquier otro medicamento conocido hasta la fecha. el diurético fue anunciado por el equipo de doctores Freis, Wilson, y Parish. Los diuréticos poseen una acción natriurética con lo que se produce un descenso del contenido de sodio total del organismo. Este descubrimiento abrió en los años sesenta una vía de investigación.
El médico del Departamento de Asuntos de los Veteranos de los Estados Unidos (Washington D. C.), Edward David Freis a comienzos de la década de los sesenta: "Hemodynamics of Hypertension", supone un punto de inflexión de la investigación clínica de la hipertensión. La publicación de su libro The High Blood Pressure Book ha sido la referencia médica de finales del siglo XX en temas de hipertensión.

#### Aparición de los beta-bloqueantes
Los beta bloqueantes aparecen en los 1960s mediante la descripción que realizan los doctores Prichard y Gillam in 1964, inicialmente empleados en el tratamiento de angina de pecho. Este tipo de medicamentos era capaz de regular los pulsos del corazón, y pronto gana adeptos entre la comunidad médica. En 1988 gana el premio Nobel un farmacólogo James Whyte Black inventor de los betabloqueantes propranolol y la cimetidina, comparte conjuntamente con los investigadores estadounidenses Gertrude B. Elion y George H. Hitchings.

#### Aparición de los inhibidores de angiotensina
En 1980 aparecen igualmente los inhibidores de la enzima convertidora de angiotensina que actúan sobre el sistema renina angiotensina aldosterona. En 1956 se sentaron las bases para el desarrollo de los inhibidores ECA cuando Leonard T. Skeggs consiguió explicar el funcionamiento de y aislar la enzima de conversión de la angiotensina (ECA), sin subestimar la importancia de esta enzima para la regulación de la presión sanguínea.
Unos 14 años después del descubrimiento de la enzima de conversión de la angiotensina (1970), el farmacólogo Sergio H. Ferreira descubrió que el veneno de la jararaca o víbora lanceolada (Bothrops jararaca), in vitro, es capaz de inhibir a esta enzima. Asimismo, con el pentapéptido BPP5a contenido en este veneno de serpiente se aisló uno de los componentes efectivos de esta acción inhibitoria. Son finalmente los trabajos de John Alexander of Squibb y John. Ltiragh que junto con su equipo dan con la fórmula del captopril, que posteriormente evolucionó al enalapril.

#### Los bloqueadores de calcio
Los medicamentos bloqueadores de los canales de calcio aparecen en los años noventa. Las investigaciones que Fleckenstein y Godfraind et al. realizaron en el decenio de 1960 fueron el punto de partida del concepto de que los fármacos modifican la contracción cardíaca y del músculo liso al bloquear la penetración del calcio en los miocitos. Godfraind et al. demostraron que la capacidad de los análogos de difenilpiperazina, cinarizina y lidoflazina, para evitar la contracción del músculo liso en vasos, inducida por algunos agonistas, podía ser rebasada si se incrementaba la concentración del calcio en el medio extracelular; para describir a tales agentes, utilizaron el término antagonista del calcio.
En 1962, Hass y Hartfelder informaron que el verapamilo, un vasodilatador coronario putativo, poseía efectos inotrópicos y cronotrópicos negativos que no se observaron al utilizar otros vasodilatadores, como la nitroglicerina. En 1967, Fleckenstein sugirió que el efecto inotrópico negativo dependía de inhibición del acoplamiento entre excitación y contracción, y que el mecanismo comprendía reducción del movimiento de Calcio hacia los miocitos cardíacos. También se demostró después que un derivado del verapamilo, el galopamilo, y otros compuestos, como la nifedipina, bloquean el movimiento del Ca2+ a través del canal del calcio del miocito en el corazón o el canal lento, y con ello alteraron la fase "estable" del potencial de acción del corazón. Más adelante se ha señalado que fármacos de muy diversas clases químicas alteran la contracción del músculo cardíaco y de fibra lisa al bloquear o "antagonizar" la penetración del calcio por los canales en la membrana del miocito.
Entre los primeros medicamentos bloqueadores de los canales de calcio, se encuentra el verapamilo (de una efectividad mayor que la digoxina elaborado del extracto de la planta Digitalis lanata).

### Aparición de dietas hipotensivas

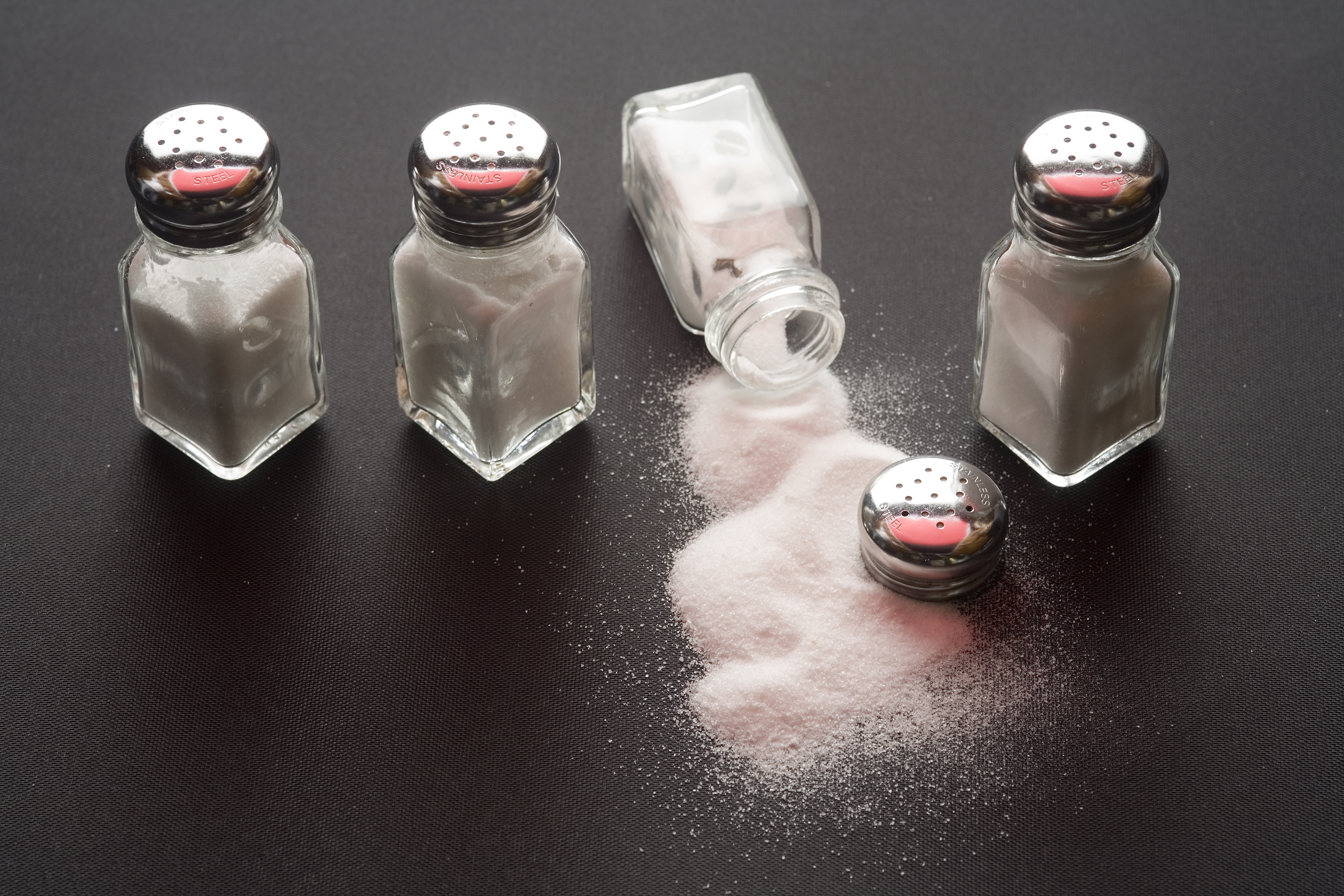
Todos los estudios demuestran la relación entre la hipertensión y el consumo de sal.

Las restricciones dietarias del sodio fueron impuestas por primera vez en 1904, en el año 1934 el doctor del Duke Hospital, Dr. Walter Kempner. Kempener comenzó a tratar pacientes con grandes niveles de hipertensión con una dieta de arroz que pronto comenzó a popularizar el propio Kempner ya a comienzos de la década de los cuarenta. La conocida por aquella época como la dieta de arroz de Kempner (1949), se caracterizaba por la baja ingesta de proteínas y de cantidades inferiores a los 500 mg de sodio por día era capaz de bajar los niveles de presión arterial a niveles normales en grandes periodos de tiempo (varios meses). El problema era que los pacientes no eran capaces de mantener esta dieta durante periodos de tiempo prolongados. Otras dietas bajas en sodio han sido la denominada Meade-Johnson (2000 mg diarios).
A comienzos del siglo XXI, la relación entre el consumo diario de sal y la hipertensión arterial está tan arraigada a nivel popular que es una de las primeras indicaciones cuando se diagnostica. No obstante, a pesar de que ya aparecen estudios iniciales que indican una posible correlación entre ingesta de sal e hipertensión en el siglo XVII, no obstante la investigación médica no se ha pronunciado determinantemente sobre una de sus causas a finales del siglo XX.
Existen estudios que demuestran una relación evidente entre el consumo de sal y los niveles de presión arterial en más de 10.000 individuos normotensos.